# ای، هلند
ای (به هلندی: Ee) یک منطقهٔ مسکونی در هلند است که در دونگرادیل واقع شده‌است. ای ۸۳۴ نفر جمعیت دارد.

## خواهرخوانده
شهرهای شنفرپوشگوین‌گیش و وای، سم خواهرخوانده‌های ای، هلند هستند.